# Nemanja Radonjić
Nemanja Radonjić (cyr. Немања Радоњић; ur. 15 lutego 1996 w Niszu) – serbski piłkarz występujący na pozycji napastnika.

## Kariera klubowa
Nemanja Radonjić urodził się w Niszu gdzie występował w lokalnej, młodzieżowej drużynie Radnički Nisz. Jako jeden z największych talentów w akademii i zadeklarowany kibic Crvenej zvezdy, przeniósł się do jej największego rywala, Partizana. Następnie trafił do akademii piłkarskiej Gheorghe Hagiego w Ovidiu, która pełniła rolę młodzieżowej drużyny Viitorulu Konstanca. W 2014 roku podpisał 5-letni kontrakt z Romą, która we wrześniu 2014 wypożyczyła go do Empoli FC. Po powrocie do Romy, na początku 2016 wrócił do Serbii zostając wypożyczonym do FK Čukarički. Do końca sezonu 2016/2017 Serbskiej SuperLigi w barwach FK Čukarički wystąpił w 27 meczach ligowych zdobywając 4 bramki. 21 lipca podpisał 5-letni kontrakt z Crveną zvezdą, oficjalnie będąc wypożyczonym do czerwca 2019 roku, czyli do wygaśnięcia kontraktu z Romą. Jako zawodnik Crvenej zadebiutował w wygranym 2:0 spotkaniu 3. rundy kwalifikacyjnej Ligi Europy 2017/2018 ze Spartą Praga.

## Kariera reprezentacyjna
14 listopada 2017 zadebiutował w reprezentacji Serbii w zremisowanym 1:1 meczu z Koreą Południową. Pierwszego gola zdobył w meczu eliminacji do Mistrzostw Europy przeciwko Luksemburgowi.